# Нова Весь (гміна Жонсьник)
Нова Весь (пол. Nowa Wieś) — село в Польщі, у гміні Жонсьник Вишковського повіту Мазовецького воєводства.
Населення — 126 осіб (2011).
У 1975-1998 роках село належало до Остроленцького воєводства.

## Демографія
Демографічна структура станом на 31 березня 2011 року:
|          | Загалом | Допрацездатний вік | Працездатний вік | Постпрацездатний вік |
| -------- | ------- | ------------------ | ---------------- | -------------------- |
| Чоловіки | 72      | 24                 | 41               | 7                    |
| Жінки    | 54      | 12                 | 32               | 10                   |
| Разом    | 126     | 36                 | 73               | 17                   |